# 点心群岛
点心群岛（英語：Islands of Refreshment）是美国水手乔纳森·兰伯特于1811年自封为统治者时赋予特里斯坦-达库尼亚群岛的名称。

## 历史
19世纪初期，美国捕鲸船经常在特里斯坦-达库尼亚群岛附近海域活动。1810年12月27日，波士顿船只“波罗的海号”将一个名叫乔纳森·兰伯特的美国人——“本为塞勒姆之人，水手，亦为其民”——连同他雇佣的托马斯·柯里（或作托马索·科里）和另一位名叫威廉姆斯的人放上岛。这3人是特里斯坦-达库尼亚群岛的最早的常住居民，不久后第四人安德鲁·米利特也加入他们。
兰伯特宣称自己是该群岛的“主权者和唯一拥有者”，理由是“绝对占领的理性与确凿依据”。他将主岛改名为“点心岛”，将难达岛改名为“品塔德岛”，将南丁格尔岛改名为“洛弗尔岛”。但在他们登陆仅5个月后的1812年5月17日，兰伯特、威廉斯和米利特3人在捕鱼时溺水而亡。柯里后来与另外2名男子会合，3人一起种植蔬菜、小麦和燕麦，并饲养猪。
在1812年战争期间，美国巡洋舰曾将这些岛屿作为基地，袭击英国商船。这一情况及其他因素促使时任开普殖民地总督查尔斯·萨默塞特勋爵建议英国政府将这些岛屿并入开普殖民地。1816年8月14日，英国正式宣布吞并这些岛屿，部分原因是为防止法国人利用该岛作为基地，策划营救被囚禁在圣赫勒拿岛上的前法国皇帝拿破仑一世。